# 貝拉 (聖大非省)
29°28′S 60°13′W / 29.467°S 60.217°W

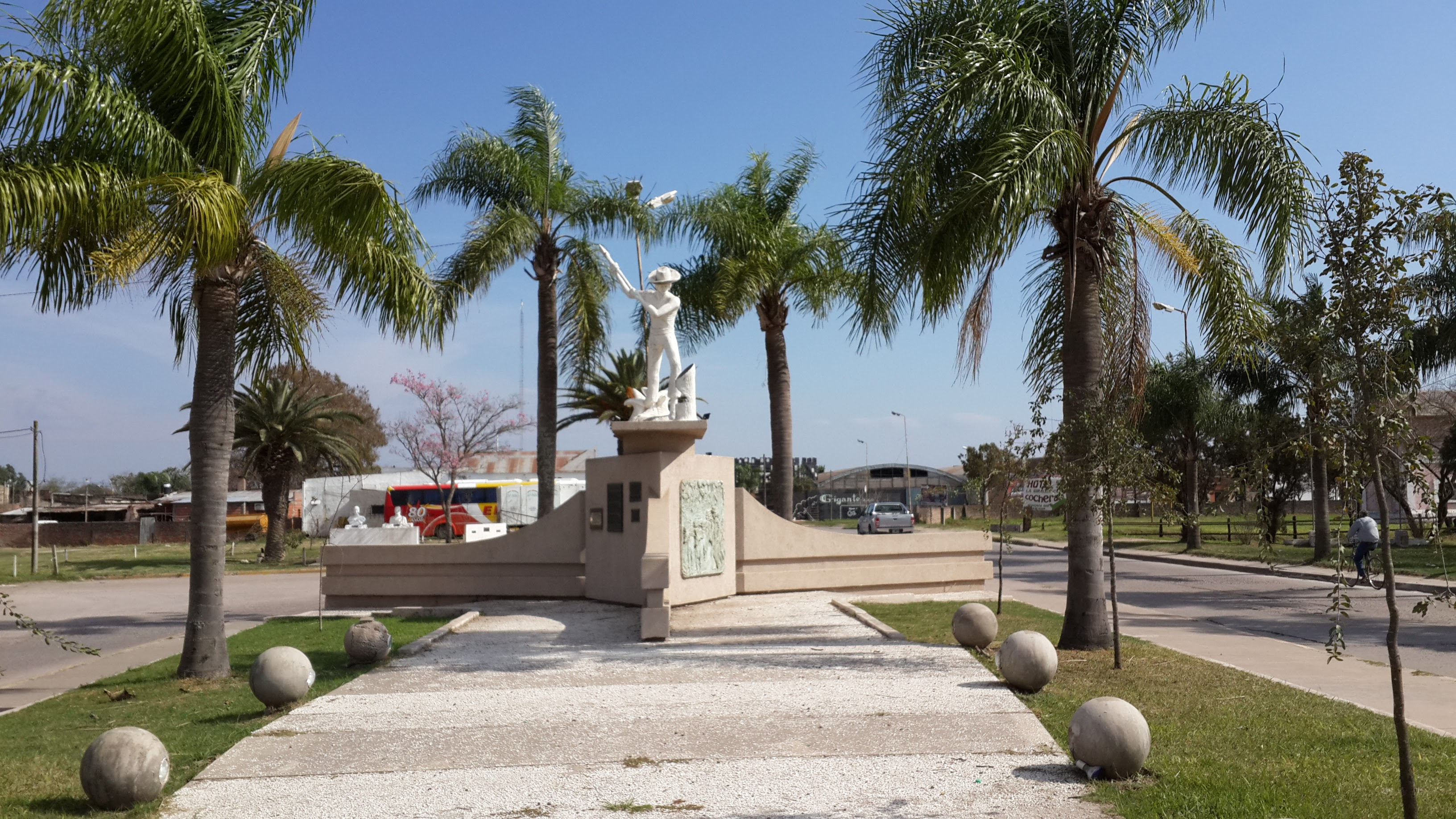
貝拉

貝拉（西班牙語：Vera），是阿根廷的城鎮，位於該國東北部聖大非省，首府設於聖馬丁縣，面積1,657平方公里，始建於1892年，海拔高度48米，2010年人口20,509，人口密度每平方公里0.01人。